# Národní muzeum Kambodži
Národní muzeum Kambodže (kambodžsky សារមន្ទីរជាតិ) se nachází ve městě Phnompenh a je největším kambodžským muzeem historie a přední institucí provádějící historický a archeologický výzkum v zemi.

## Historie
Historik, kurátor a spisovatel George Groslier byl jedním z iniciátorů oživení zájmu o tradiční kambodžské umění a řemesla. Sám také navrhl budovu muzea, která se dnes řadí k tradiční kambodžské architektuře. Vzhled budovy vychází z podoby kambodžských chrámových komplexů, které jsou k vidění na starověkých reliéfech s implementací koloniálního vlivu tak, aby budova velikostně splňovala požadavky muzea.
Základní kámen nového muzea byl položen 15. srpna 1917. K slavnostnímu otevření došlo za dva a půl roku, a to 13. dubna 1920 během oslav kambodžského nového roku. Otevřeno bylo za přítomnosti krále Sisowatha a François-Marius Baudoina. Původní vzhled budovy byl s rozšířením muzea v roce 1924 mírně upraven, bylo přidáno po jednom křídle na obou koncích východní fasády, což dodala budově ještě více impozantního vzhledu. Správa muzea přešla z francouzských rukou do kambodžských 9. srpna 1951. V roce 1966 se Chea Thay Seng stal prvním kambodžským ředitelem muzea.
Během vlády rudých Khmerů v letech 1975 až 1979 byly zdevastovány všechny prvky kambodžského způsobu života, včetně kulturní oblasti. Muzeum bylo spolu se zbytkem města evakuováno a opuštěno. Po období vlády rudých Khmerů, kdy bylo muzeum zavřeno, bylo v havarijním stavu, mělo shnilou střechu a bylo osídleno obrovskou kolonií netopýrů. Mnoho sbírkových předmětů bylo během let poničeno nebo ukradeno. Muzeum bylo rychle zrenovováno a pro veřejnost otevřeno již 13. dubna 1979. Mnoho bývalých zaměstnanců však během režimu rudých Khmerů přišlo o život.

## Sbírky a činnost muzea
V muzeu se nachází jedna z největších sbírek kambodžského umění, včetně soch, keramiky, bronzových artefaktů a etnografických předmětů. Sbírky čítají více než 14 000 sbírkových předmětů od prehistorických dob až po období khmerské říše.
Spolu s Královskou univerzitou umění a jejím archeologickým oddělením pracuje Národní muzeum Kambodži na rozšiřování znalostí a uchování kambodžských kulturních tradic a poskytuje zdroje národní hrdosti a identity. Muzeum plní také náboženskou funkci, neboť jeho rozsáhlá sbírka buddhistických a hinduistických soch slouží pro náboženské cítění místní komunity a je místem uctívání. V roce 2000 byla otevřena stálá expozice zaměřená na Buddhu. Expozice vznikla s podporou UNESCa a rozšířila tak náboženskou funkci muzea.
Muzeum nespravuje pouze svou vlastní sbírku, ale také podporuje a dohlíží na všechna ostatní státní muzea v Kambodži. Jeho činnost je podporována i soukromými osobami, cizími vládami a mnoha filantropickými organizacemi. Mezi činnosti muzea patří prezentace, konzervace, úschova a získávání kambodžských kulturních artefaktů, stejně jako repatriace těchto památek, neboť i nadále dochází k nezákonnému drancování kulturních lokalit a vývozu kambodžských památek.

## Fotogalerie

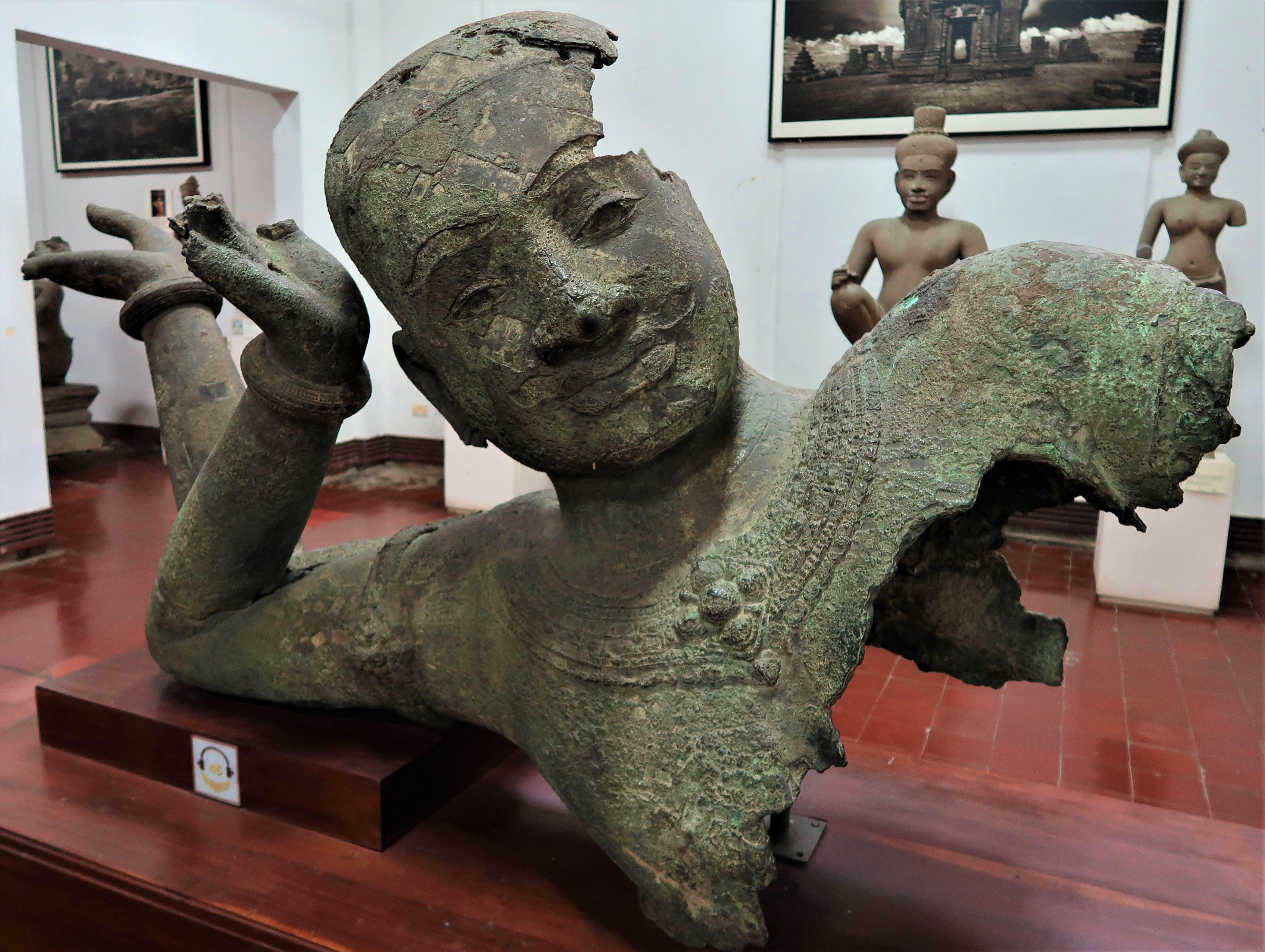
Bronzová socha boha Višnu z chrámu West Mebon v Angkoru
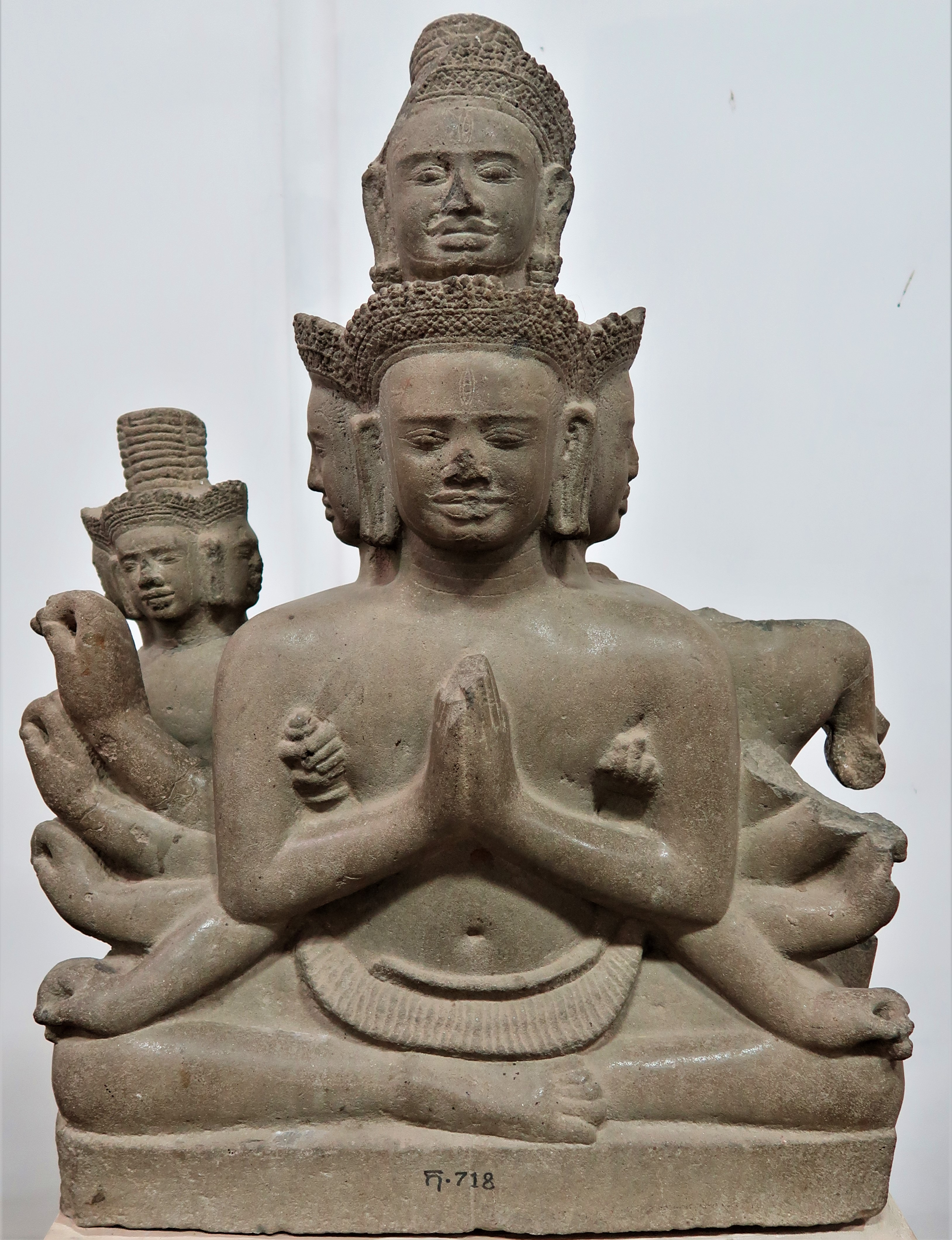
Pískovcové sousoší Trimúrti z Angkoru
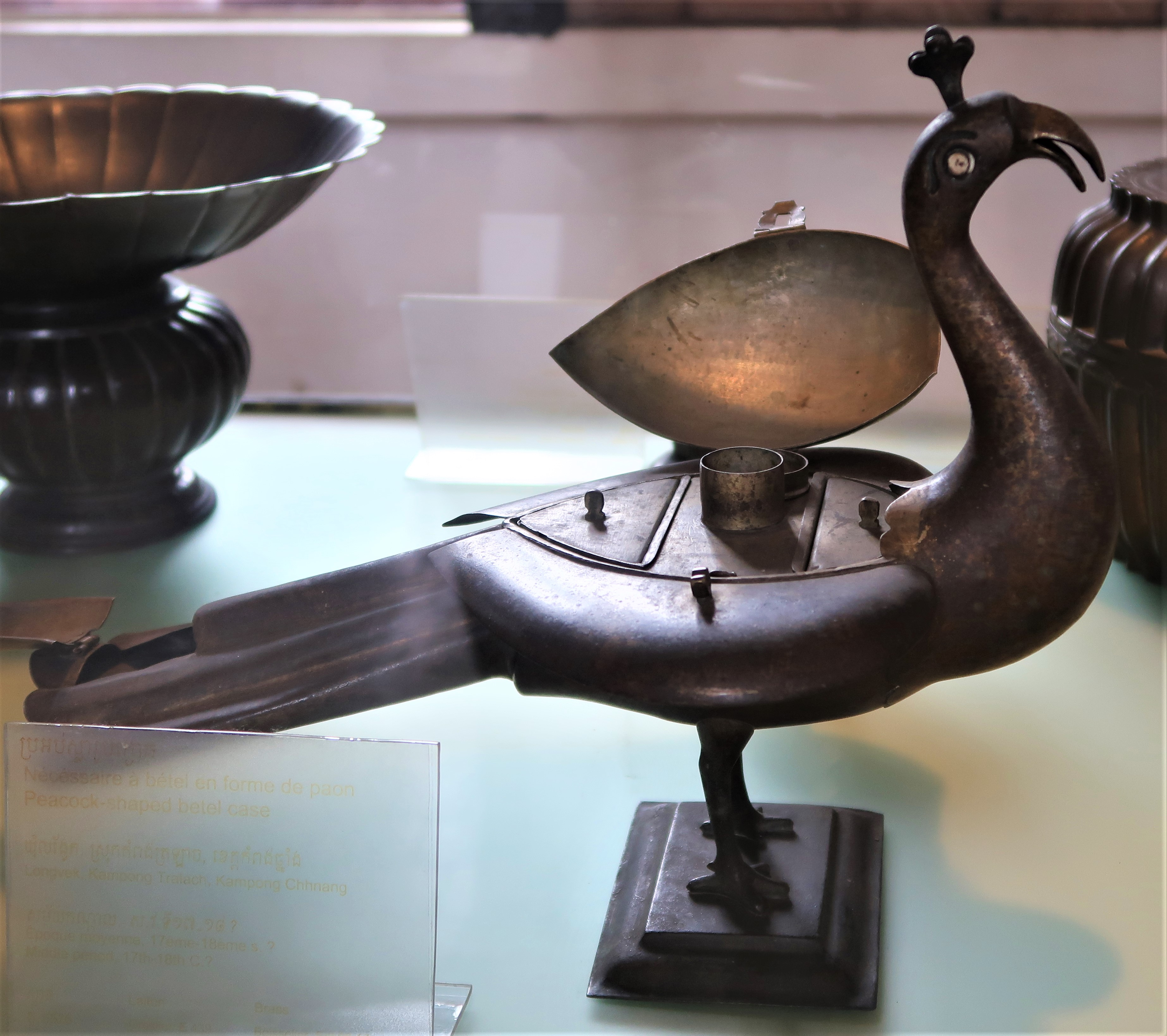
Nádoba na betel v podobě páva datovaná do 17. až 18. století